# Ekin Cheng
Ekin Cheng Yee-Kin (en chino: 郑伊健) (n. 4 de octubre de 1967) es un actor y cantante del género Cantopop de Hong Kong. Anteriormente en su carrera, se llamaba Noodle Cheng (郑 伊 面), pero decidió volver con su verdadero nombre, el que consideraba más convencional y con mejor sonido en el oído.

## Biografía
Ekin comenzó su carrera cuando cursaba la escuela secundaria, además que participaba en los anuncios, fue uno de los más famoso para introducirse en una publicidad de un té. Aunque también causó controversia cuando salió con la actriz Maggie Siu, pues su compañera de muchos años, la actriz y cantante Gigi Leung, terminó su relación amarosa después de casi 10 años y luego lo dejó a Ekim por motivo de infidelidad.

## Música
Ekin tuvo una carrera bastante exitosa en la música con la producción bajo el sello de la compañía BMG. Pero en la década del 2000, firmó con EEG, una poderosa empresa creada por Albert Yeung. Durante este período, la producción de los registros fue "congelada" y no podía salir con otros nuevos lanzamientos. Pero él fue capaz de participar en películas, mientras tanto, en las películas producidas por EEG, donde a menudo encabezaba. En 2004, su contrato con EEG terminó y volvió a BMG, y ha lanzado un nuevo disco poco tiempo después.

## Filmografía
- 1992: Girls Without Tomorrow 1992
- 1993: Boys Are Easy
- 1993: Lord of the Wu Tang
- 1993: Future Cops
- 1994: Return to a Better Tomorrow
- 1994: All of the Winners
- 1994: Mermaid Got Married
- 1994: Why Wild Girls
- 1994: Let's Go Slam Dunk
- 1995: The Mean Street Story
- 1995: I'm Your Birthday Cake
- 1996: Young and Dangerous
- 1996: Young and Dangerous 2
- 1996: Young and Dangerous 3
- 1996: Feel 100%
- 1996: Feel 100%... Once More
- 1997: Young and Dangerous 4
- 1997: We're No Bad Guys
- 1998: Portland Street Blues
- 1998: Young and Dangerous 5
- 1998: The Storm Riders
- 1998: Hot War
- 1999: A Man Called Hero
- 1999: The Legend of Speed
- 2000: Dragon Heat
- 2000: Help!!!
- 2000: For Bad Boys Only
- 2000: Tokyo Raiders
- 2000: The Duel
- 2000: Those Were the Days
- 2000: Born to Be King
- 2001: Goodbye, Mr. Cool
- 2001: The Legend of Zu
- 2001: Fight Zone
- 2001: Running Out of Time 2
- 2002: Second Time Around
- 2002: Women from Mars
- 2002: My Wife Is 18
- 2003: The Twins Effect
- 2003: My Dream Girl
- 2003: Heroic Duo
- 2003: Floating Landscape
- 2003: Anna in Kung Fu Land
- 2004: Black Rose Academy
- 2004: Six Strong Guys
- 2004 : Ab-normal Beauty
- 2004: Leave Me Alone
- 2005: It Had to Be You!
- 2005: Divergence
- 2009: The Storm Riders II